# 110º Congresso degli Stati Uniti d'America
Il 110º Congresso degli Stati Uniti d'America, formato dal Senato e dalla Camera dei rappresentanti, costituì il ramo legislativo del governo federale statunitense dal 3 gennaio 2007 al 3 gennaio 2009, e la sua attività coincise approssimativamente con gli ultimi due anni della presidenza di George W. Bush.
L'attribuzione dei seggi alla Camera avvenne in base al censimento del 2000. La sua composizione era stata definita nelle elezioni di metà mandato del 7 novembre 2006, nelle quali il Partito Democratico aveva riconquistato dopo ben 12 anni la maggioranza in entrambe le Camere, strappando al Partito Repubblicano 6 senatori e 31 rappresentanti. In conseguenza di ciò, Nancy Pelosi divenne la prima donna e prima italoamericana a servire come Presidente (Speaker) della Camera dei rappresentanti, ed il Congresso accolse per la prima volta dei membri musulmani (Keith Ellison) e buddhisti (Mazie Hirono e Hank Johnson).

## Senato

Appartenenza politica dei Senatori del 110º Congresso nei singoli stati

### Riepilogo della composizione
- Partito Democratico: 49
- Partito Repubblicano: 49
- Indipendenti: 2, entrambi associati al Partito Democratico, che in tal modo acquisisce la maggioranza.

### Leadership

#### Assemblea
| Vicepresidente degli Stati Uniti d'America e Presidente del Senato |
| ------------------------------------------------------------------ |
|                                                                    |
| Dick Cheney (R)                                                    |

| Presidente Pro Tempore del Senato |
| --------------------------------- |
|                                   |
| Robert Byrd (D)                   |

| Leadership della Maggioranza al Senato            | Leadership della Maggioranza al Senato           |
| ------------------------------------------------- | ------------------------------------------------ |
|                                                   |                                                  |
| Leader della Maggioranza al Senato Harry Reid (D) | Whip della Maggioranza al Senato Dick Durbin (D) |

| Leadership della Minoranza al Senato | Leadership della Minoranza al Senato     | Leadership della Minoranza al Senato |
| ------------------------------------ | ---------------------------------------- | ------------------------------------ |
|                                      |                                          |                                      |
| Leader della Minoranza al Senato     | Whip della Minoranza al Senato           | Whip della Minoranza al Senato       |
| Mitch McConnell (R)                  | Trent Lott (R), fino al 18 dicembre 2007 | Jon Kyl (R), dal 18 dicembre 2007    |

### Membri
Il numero indica la classe del senatore; nelle elezioni del novembre 2008 sono sottoposti ad elezione tutti i senatori appartenenti alla classe 2.
Alabama
- 2. Jeff Sessions (R)
- 3. Richard Shelby (R)

Alaska
- 2. Ted Stevens (R)
- 3. Lisa Murkowski (R)

Arizona
- 1. Jon Kyl (R)
- 3. John McCain (R)

Arkansas
- 2. Mark Pryor (D)
- 3. Blanche Lincoln (D)

California
- 1. Dianne Feinstein (D)
- 3. Barbara Boxer

Carolina del Nord
- 2. Elizabeth Dole (R)
- 3. Richard Burr (R)

Carolina del Sud
- 2. Lindsey Graham (R)
- 3. Jim DeMint (R)

Colorado
- 2. Wayne Allard (R)
- 3. Ken Salazar (D)

Connecticut
- Chris Dodd (D)
- Joe Lieberman (I)

Dakota del Nord
- 1. Kent Conrad (D-NPL)
- 3. Byron Dorgan (D-NPL)

Dakota del Sud
- 2. Timothy P. Johnson (D)
- 3. John Thune (R)

Delaware
- 1. Thomas Carper (D)
- 2. Joe Biden (D)

Florida
- 1. Bill Nelson (D)
- 3. Mel Martinez (R)

Georgia
- 2. Saxby Chambliss (R)
- 3. Johnny Isakson (R)

Hawaii
- 1. Daniel Akaka (D)
- 3. Daniel Inouye (D)

Idaho
- 2. Larry Craig (R)
- 3. Mike Crapo (R)

Illinois
- 2. Richard Durbin (D)
- 3. Barack Obama (D)

Indiana
- 1. Richard Lugar (R)
- 3. Evan Bayh (D)

Iowa
- 2. Tom Harkin (D)
- 3. Chuck Grassley (R)

Kansas
- 2. Pat Roberts (R)
- 3. Sam Brownback (R)

Kentucky
- 2. Mitch McConnell (R)
- 3. Jim Bunning (R)

Louisiana
- 2. Mary Landrieu (D)
- 3. David Vitter (R)

Maine
- 1. Olympia Snowe (R)
- 2. Susan Collins (R)

Maryland
- 1. Ben Cardin (D)
- 3. Barbara Mikulski (D)

Massachusetts
- 1. Ted Kennedy (D)
- 2. John Kerry (D)

Michigan
- 1. Debbie Stabenow (D)
- 2. Carl Levin (D)

Minnesota
- 1. Amy Klobuchar (D-DFL)
- 2. Norm Coleman (R)

Mississippi
- 1. Trent Lott (R), fino al 18 dicembre 2007
  -      Roger Wicker (R), dal 31 dicembre 2007
- 2. Thad Cochran (R)

Missouri
- 1. Claire McCaskill (D)
- 3. Kit Bond (R)

Montana
- 1. Jon Tester (D)
- 2. Max Baucus (D)

Nebraska
- 1. Ben Nelson (D)
- 2. Chuck Hagel (R)

Nevada
- 1. John Ensign (R)
- 3. Harry Reid (D)

New Hampshire
- 2. John E. Sununu (R)
- 3. Judd Gregg (R)

New Jersey
- 1. Bob Menendez (D)
- 2. Frank Lautenberg (D)

New York
- 1. Hillary Clinton (D)
- 3. Chuck Schumer (D)

Nuovo Messico
- 1. Jeff Bingaman (D)
- 2. Pete Domenici (R)

Ohio
- 1. Sherrod Brown (D)
- 3. George Voinovich (R)

Oklahoma
- 2. Jim Inhofe (R)
- 3. Tom Coburn (R)

Oregon
- 2. Ron Wyden (D)
- 3. Gordon Smith (R)

Pennsylvania
- 1. Bob Casey, Jr. (D)
- 3. Arlen Specter (R)

Rhode Island
- 1. Sheldon Whitehouse (D)
- 2. Jack Reed (D)

Tennessee
- 1. Bob Corker (R)
- 2. Lamar Alexander (R)

Texas
- 1. Kay Bailey Hutchison (R)
- 2. John Cornyn (R)

Utah
- 1. Orrin Hatch (R)
- 3. Bob Bennett (R)

Vermont
- 1. Bernie Sanders (I)
- 3. Patrick Leahy (D)

Virginia
- 1. Jim Webb (D)
- 2. John Warner (R)

Virginia Occidentale
- 1. Robert Byrd (D)
- 2. Jay Rockefeller (D)

Washington
- 1. Maria Cantwell (D)
- 3. Patty Murray (D)

Wisconsin
- 1. Herb Kohl (D)
- 3. Russ Feingold (D)

Wyoming
- 1. Craig Thomas (R), fino al 4 giugno 2007
  -      John Barrasso (R), dal 25 giugno 2007
- 2. Mike Enzi (R)

## Camera dei rappresentanti

### Riepilogo della composizione
- Partito Democratico: 233
- Partito Repubblicano: 202

### Leadership

#### Assemblea
| Speaker della Camera dei Rappresentanti |
| --------------------------------------- |
|                                         |
| Nancy Pelosi (D)                        |

| Leadership della Maggioranza alla Camera dei Rappresentanti             | Leadership della Maggioranza alla Camera dei Rappresentanti           |
| ----------------------------------------------------------------------- | --------------------------------------------------------------------- |
|                                                                         |                                                                       |
| Leader della Maggioranza alla Camera dei Rappresentanti Steny Hoyer (D) | Whip della Maggioranza alla Camera dei Rappresentanti Jim Clyburn (D) |
| Leadership della Minoranza alla Camera dei Rappresentanti               |                                                                       |
|                                                                         |                                                                       |
| Leader della Minoranza alla Camera dei Rappresentanti                   | Whip della Minoranza alla Camera dei Rappresentanti                   |
| John Boehner (R)                                                        | Roy Blunt (R)                                                         |

### Membri
Alabama
(5 Repubblicani, 2 Democratici)
- 1. Jo Bonner (R)
- 2. Terry Everett (R)
- 3. Mike D. Rogers (R)
- 4. Robert Aderholt (R)
- 5. Bud Cramer (D)
- 6. Spencer Bachus (R)
- 7. Artur Davis (D)

Alaska
(1 Repubblicano)
- "At-large". Don Young (R)

Arizona
(4 Repubblicani, 4 Democratici)
- 1. Rick Renzi (R)
- 2. Trent Franks (R)
- 3. John Shadegg (R)
- 4. Ed Pastor (D)
- 5. Harry Mitchell (D)
- 6. Jeff Flake (R)
- 7. Raúl Grijalva (D)
- 8. Gabrielle Giffords (D)

Arkansas
(3 Democratici, 1 Repubblicano)
- 1. Marion Berry (D)
- 2. Vic Snyder (D)
- 3. John Boozman (R)
- 4. Mike Ross (D)

California
(34 Democratici, 19 Repubblicani)
- 1. Mike Thompson (D)
- 2. Wally Herger (R)
- 3. Dan Lungren (R)
- 4. John Doolittle (R)
- 5. Doris Matsui (D)
- 6. Lynn Woolsey (D)
- 7. George Miller (D)
- 8. Nancy Pelosi (D)
- 9. Barbara Lee (D)
- 10. Ellen Tauscher (D)
- 11. Jerry McNerney (D)
- 12. Tom Lantos (D), fino all'11 febbraio 2008

     Jackie Speier (D), dall'8 aprile 2008
- 13. Pete Stark (D)
- 14. Anna Eshoo (D)
- 15. Mike Honda (D)
- 16. Zoe Lofgren (D)
- 17. Sam Farr (D)
- 18. Dennis Cardoza (D)
- 19. George Radanovich (R)
- 20. Jim Costa (D)
- 21. Devin Nunes (R)
- 22. Kevin McCarthy (R)
- 23. Lois Capps (D)
- 24. Elton Gallegly (R)
- 25. Howard McKeon (R)
- 26. David Dreier (R)
- 27. Brad Sherman (D)
- 28. Howard Berman (D)
- 29. Adam Schiff (D)
- 30. Henry Waxman (D)
- 31. Xavier Becerra (D)
- 32. Hilda Solis (D)
- 33. Diane Watson (D)
- 34. Lucille Roybal-Allard (D)
- 35. Maxine Waters (D)
- 36. Jane Harman (D)
- 37. Juanita Millender-McDonald (D), fino al 22 aprile 2007

     Laura Richardson (D), dal 21 agosto 2007
- 38. Grace Napolitano (D)
- 39. Linda Sánchez (D)
- 40. Ed Royce (R)
- 41. Jerry Lewis (R)
- 42. Gary Miller (R)
- 43. Joe Baca (D)
- 44. Ken Calvert (R)
- 45. Mary Bono (R)
- 46. Dana Rohrabacher (R)
- 47. Loretta Sanchez (D)
- 48. John Campbell (R)
- 49. Darrell Issa (R)
- 50. Brian Bilbray (R)
- 51. Bob Filner (D)
- 52. Duncan Hunter (R)
- 53. Susan Davis (D)

Carolina del Nord
(7 Democratici, 6 Repubblicani)
- 1. G. K. Butterfield (D)
- 2. Bob Etheridge (D)
- 3. Walter B. Jones (R)
- 4. David Price (D)
- 5. Virginia Foxx (R)
- 6. Howard Coble (R)
- 7. Mike McIntyre (D)
- 8. Robin Hayes (R)
- 9. Sue Wilkins Myrick (R)
- 10. Patrick McHenry (R)
- 11. Heath Shuler (D)
- 12. Mel Watt (D)
- 13. Brad Miller (D)

Carolina del Sud
(4 Repubblicani, 2 Democratici)
- 1. Henry E. Brown, Jr. (R)
- 2. Joe Wilson (R)
- 3. Gresham Barrett (R)
- 4. Bob Inglis (R)
- 5. John Spratt (D)
- 6. Jim Clyburn (D)

Colorado
(4 Democratici, 3 Repubblicani)
- 1. Diana DeGette (D)
- 2. Mark Udall (D)
- 3. John Salazar (D)
- 4. Marilyn Musgrave (R)
- 5. Doug Lamborn (R)
- 6. Tom Tancredo (R)
- 7. Ed Perlmutter (D)

Connecticut
(4 Democratici, 1 Repubblicano)
- 1. John Larson (D)
- 2. Joe Courtney (D)
- 3. Rosa DeLauro (D)
- 4. Chris Shays (R)
- 5. Chris Murphy (D)

Dakota del Nord
(1 Democratico)
- "At-large". Earl Pomeroy (D)

Dakota del Sud
(1 Democratico)
- "At-large". Stephanie Herseth Sandlin (D)

Delaware
(1 Repubblicano)
- "At-large". Michael Castle (R)

Florida
(16 Repubblicani, 9 Democratici)
- 1. Jeff Miller (R)
- 2. Allen Boyd (D)
- 3. Corrine Brown (D)
- 4. Ander Crenshaw (R)
- 5. Ginny Brown-Waite (R)
- 6. Cliff Stearns (R)
- 7. John Mica (R)
- 8. Ric Keller (R)
- 9. Gus Bilirakis (R)
- 10. Bill Young (R)
- 11. Kathy Castor (D)
- 12. Adam Putnam (R)
- 13. Vern Buchanan (R)
- 14. Connie Mack IV (R)
- 15. Dave Weldon (R)
- 16. Tim Mahoney (D)
- 17. Kendrick Meek (D)
- 18. Ileana Ros-Lehtinen (R)
- 19. Robert Wexler (D)
- 20. Debbie Wasserman Schultz (D)
- 21. Lincoln Díaz-Balart (R)
- 22. Ron Klein (D)
- 23. Alcee Hastings (D)
- 24. Tom Feeney (R)
- 25. Mario Díaz-Balart (R)

Georgia
(7 Repubblicani, 6 Democratici)
- 1. Jack Kingston (R)
- 2. Sanford Bishop (D)
- 3. Lynn Westmoreland (R)
- 4. Hank Johnson (D)
- 5. John Lewis (D)
- 6. Tom Price (R)
- 7. John Linder (R)
- 8. Jim Marshall (D)
- 9. Nathan Deal (R)
- 10. Charlie Norwood (R), fino al 13 febbraio 2007

     Paul Broun (R), dal 17 luglio 2007
- 11. Phil Gingrey (R)
- 12. John Barrow (D)
- 13. David Scott (D)

Hawaii
(2 Democratici)
- 1. Neil Abercrombie (D)
- 2. Mazie Hirono (D)

Idaho
(2 Repubblicani)
- 1. William Sali (R)
- 2. Mike Simpson (R)

Illinois
(10 Democratici, 8 Repubblicani)
- 1. Bobby Rush (D)
- 2. Jesse Jackson, Jr. (D)
- 3. Dan Lipinski (D)
- 4. Luis Gutiérrez (D)
- 5. Rahm Emanuel (D), fino al 2 gennaio 2009

     Vacante da tale data fino al Congresso successivo
- 6. Peter Roskam (R)
- 7. Danny K. Davis (D)
- 8. Melissa Bean (D)
- 9. Jan Schakowsky (D)
- 10. Mark Kirk (R)
- 11. Jerry Weller (R)
- 12. Jerry Costello (D)
- 13. Judy Biggert (R)
- 14. Dennis Hastert (R), fino al 26 novembre 2007

     Bill Foster (D), dall'8 marzo 2008
- 15. Timothy V. Johnson (R)
- 16. Donald Manzullo (R)
- 17. Phil Hare (D)
- 18. Ray LaHood (R)
- 19. John Shimkus (R)

Indiana
(5 Democratici, 4 Repubblicani)
- 1. Pete Visclosky (D)
- 2. Joe Donnelly (D)
- 3. Mark Souder (R)
- 4. Steve Buyer (R)
- 5. Dan Burton (R)
- 6. Mike Pence (R)
- 7. Julia Carson (D), fino al 15 dicembre 2007

     André Carson (D), dall'11 marzo 2008
- 8. Brad Ellsworth (D)
- 9. Baron Hill (D)

Iowa
(3 Democratici, 2 Repubblicani)
- 1. Bruce Braley (D)
- 2. David Loebsack (D)
- 3. Leonard Boswell (D)
- 4. Tom Latham (R)
- 5. Steve King (R)

Kansas
(2 Democratici, 2 Repubblicani)
- 1. Jerry Moran (R)
- 2. Nancy Boyda (D)
- 3. Dennis Moore (D)
- 4. Todd Tiahrt (R)

Kentucky
(4 Repubblicani, 2 Democratici)
- 1. Ed Whitfield (R)
- 2. Ron Lewis (R)
- 3. John Yarmuth (D)
- 4. Geoff Davis (R)
- 5. Hal Rogers (R)
- 6. Ben Chandler (D)

Louisiana
(4 Repubblicani, 3 Democratici)
- 1. Bobby Jindal (R), fino al 14 gennaio 2008

     Steve Scalise (R), dal 3 maggio 2008
- 2. William J. Jefferson (D)
- 3. Charlie Melancon (D)
- 4. Jim McCrery (R)
- 5. Rodney Alexander (R)
- 6. Richard Baker (R), fino al 2 febbraio 2008

     Don Cazayoux (D), dal 3 maggio 2008
- 7. Charles Boustany (R)

Maine
(2 Democratici)
- 1. Tom Allen (D)
- 2. Mike Michaud (D)

Maryland
(6 Democratici, 2 Repubblicani)
- 1. Wayne Gilchrest (R)
- 2. Dutch Ruppersberger (D)
- 3. John Sarbanes (D)
- 4. Albert Wynn (D), fino al 31 maggio 2008

     Donna Edwards (D), dal 17 giugno 2008
- 5. Steny Hoyer (D)
- 6. Roscoe Bartlett (R)
- 7. Elijah Cummings (D)
- 8. Chris Van Hollen (D)

Massachusetts
(10 Democratici)
- 1. John Olver (D)
- 2. Richard Neal (D)
- 3. Jim McGovern (D)
- 4. Barney Frank (D)
- 5. Marty Meehan (D), fino al 1º luglio 2007

     Niki Tsongas (D), dal 16 ottobre 2007
- 6. John Tierney (D)
- 7. Ed Markey (D)
- 8. Mike Capuano (D)
- 9. Stephen Lynch (D)
- 10. Bill Delahunt (D)

Michigan
(9 Repubblicani, 6 Democratici)
- 1. Bart Stupak (D)
- 2. Pete Hoekstra (R)
- 3. Vern Ehlers (R)
- 4. Dave Camp (R)
- 5. Dale E. Kildee (D)
- 6. Fred Upton (R)
- 7. Tim Walberg (R)
- 8. Mike J. Rogers (R)
- 9. Joe Knollenberg (R)
- 10. Candice Miller (R)
- 11. Thaddeus McCotter (R)
- 12. Sander Levin (D)
- 13. Carolyn Cheeks Kilpatrick (D)
- 14. John Conyers (D)
- 15. John Dingell (D)

Minnesota
(5 Democratici, 3 Repubblicani)
- 1. Tim Walz (D)
- 2. John Kline (R)
- 3. Jim Ramstad (R)
- 4. Betty McCollum (D)
- 5. Keith Ellison (D)
- 6. Michele Bachmann (R)
- 7. Collin Peterson (D)
- 8. Jim Oberstar (D)

Mississippi
(3 Democratici, 1 Repubblicano)
- 1. Roger Wicker (R), fino al 31 dicembre 2007

     Travis Childers (D), dal 13 maggio 2008
- 2. Bennie Thompson (D)
- 3. Chip Pickering (R)
- 4. Gene Taylor (D)

Missouri
(5 Repubblicani, 4 Democratici)
- 1. William Lacy Clay, Jr. (D)
- 2. Todd Akin (R)
- 3. Russ Carnahan (D)
- 4. Ike Skelton (D)
- 5. Emanuel Cleaver (D)
- 6. Sam Graves (R)
- 7. Roy Blunt (R)
- 8. Jo Ann Emerson (R)
- 9. Kenny Hulshof (R)

Montana
(1 Repubblicano)
- "At-large". Denny Rehberg (R)

Nebraska
(3 Repubblicani)
- 1. Jeff Fortenberry (R)
- 2. Lee Terry (R)
- 3. Adrian Smith (R)

Nevada
(2 Repubblicani, 1 Democratico)
- 1. Shelley Berkley (D)
- 2. Dean Heller (R)
- 3. Jon Porter (R)

New Hampshire
(2 Democratici)
- 1. Carol Shea-Porter (D)
- 2. Paul Hodes (D)

New Jersey
(7 Democratici, 6 Repubblicani)
- 1. Rob Andrews (D)
- 2. Frank LoBiondo (R)
- 3. Jim Saxton (R)
- 4. Chris H. Smith (R)
- 5. Scott Garrett (R)
- 6. Frank Pallone (D)
- 7. Mike Ferguson (R)
- 8. Bill Pascrell (D)
- 9. Steve Rothman (D)
- 10. Donald M. Payne (D)
- 11. Rodney Frelinghuysen (R)
- 12. Rush D. Holt Jr. (D)
- 13. Albio Sires (D)

New York
(23 Democratici, 6 Repubblicani)
- 1. Tim Bishop (D)
- 2. Steve Israel (D)
- 3. Peter T. King (R)
- 4. Carolyn McCarthy (D)
- 5. Gary Ackerman (D)
- 6. Gregory Meeks (D)
- 7. Joseph Crowley (D)
- 8. Jerrold Nadler (D)
- 9. Anthony D. Weiner (D)
- 10. Ed Towns (D)
- 11. Yvette Clarke (D)
- 12. Nydia Velázquez (D)
- 13. Vito Fossella (R)
- 14. Carolyn B. Maloney (D)
- 15. Charles B. Rangel (D)
- 16. José Serrano (D)
- 17. Eliot Engel (D)
- 18. Nita Lowey (D)
- 19. John Hall (D)
- 20. Kirsten Gillibrand (D)
- 21. Michael R. McNulty (D)
- 22. Maurice Hinchey (D)
- 23. John McHugh (R)
- 24. Mike Arcuri (D)
- 25. Jim Walsh (R)
- 26. Tom Reynolds (R)
- 27. Brian Higgins (D)
- 28. Louise Slaughter (D)
- 29. Randy Kuhl (R)

Nuovo Messico
(2 Repubblicani, 1 Democratico)
- 1. Heather Wilson (R)
- 2. Steve Pearce (R)
- 3. Tom Udall (D)

Ohio
(11 Repubblicani, 7 Democratici)
- 1. Steve Chabot (R)
- 2. Jean Schmidt (R)
- 3. Mike Turner (R)
- 4. Jim Jordan (R)
- 5. Paul Gillmor (R), fino al 5 settembre 2007

     Bob Latta (R), dall'11 dicembre 2007
- 6. Charlie Wilson (D)
- 7. Dave Hobson (R)
- 8. John Boehner (R)
- 9. Marcy Kaptur (D)
- 10. Dennis Kucinich (D)
- 11. Stephanie Tubbs Jones (D), fino al 20 agosto 2008

     Marcia Fudge (D), dal 18 novembre 2008
- 12. Pat Tiberi (R)
- 13. Betty Sutton (D)
- 14. Steve LaTourette (R)
- 15. Deborah Pryce (R)
- 16. Ralph Regula (R)
- 17. Tim Ryan (D)
- 18. Zack Space (D)

Oklahoma
(4 Repubblicani, 1 Democratico)
- 1. John Sullivan (R)
- 2. Dan Boren (D)
- 3. Frank Lucas (R)
- 4. Tom Cole (R)
- 5. Mary Fallin (R)

Oregon
(4 Democratici, 1 Repubblicano)
- 1. David Wu (D)
- 2. Greg Walden (R)
- 3. Earl Blumenauer (D)
- 4. Peter DeFazio (D)
- 5. Darlene Hooley (D)

Pennsylvania
(11 Democratici, 8 Repubblicani)
- 1. Bob Brady (D)
- 2. Chaka Fattah (D)
- 3. Phil English (R)
- 4. Jason Altmire (D)
- 5. John E. Peterson (R)
- 6. Jim Gerlach (R)
- 7. Joe Sestak (D)
- 8. Patrick Murphy (D)
- 9. Bill Shuster (R)
- 10. Chris Carney (D)
- 11. Paul Kanjorski (D)
- 12. John Murtha (D)
- 13. Allyson Schwartz (D)
- 14. Michael F. Doyle (D)
- 15. Charlie Dent (R)
- 16. Joseph R. Pitts (R)
- 17. Tim Holden (D)
- 18. Tim Murphy (R)
- 19. Todd Platts (R)

Rhode Island
(2 Democratici)
- 1. Patrick Kennedy (D)
- 2. James Langevin (D)

Tennessee
(5 Democratici, 4 Repubblicani)
- 1. David L. Davis (R)
- 2. Jimmy Duncan (R)
- 3. Zach Wamp (R)
- 4. Lincoln Davis (D)
- 5. Jim Cooper (D)
- 6. Bart Gordon (D)
- 7. Marsha Blackburn (R)
- 8. John S. Tanner (D)
- 9. Steve Cohen (D)

Texas
(19 Repubblicani, 13 Democratici)
- 1. Louie Gohmert (R)
- 2. Ted Poe (R)
- 3. Sam Johnson (R)
- 4. Ralph Hall (R)
- 5. Jeb Hensarling (R)
- 6. Joe Barton (R)
- 7. John Culberson (R)
- 8. Kevin Brady (R)
- 9. Al Green (D)
- 10. Michael McCaul (R)
- 11. Mike Conaway (R)
- 12. Kay Granger (R)
- 13. Mac Thornberry (R)
- 14. Ron Paul (R)
- 15. Rubén Hinojosa (D)
- 16. Silvestre Reyes (D)
- 17. Chet Edwards (D)
- 18. Sheila Jackson Lee (D)
- 19. Randy Neugebauer (R)
- 20. Charlie Gonzalez (D)
- 21. Lamar S. Smith (R)
- 22. Nick Lampson (D)
- 23. Ciro Rodriguez (D)
- 24. Kenny Marchant (R)
- 25. Lloyd Doggett (D)
- 26. Michael C. Burgess (R)
- 27. Solomon Ortiz (D)
- 28. Henry Cuellar (D)
- 29. Gene Green (D)
- 30. Eddie Bernice Johnson (D)
- 31. John Carter (R)
- 32. Pete Sessions (R)

Utah
(2 Repubblicani, 1 Democratico)
- 1. Rob Bishop (R)
- 2. Jim Matheson (D)
- 3. Chris Cannon (R)

Vermont
(1 Democratico)
- "At-large". Peter Welch (D)

Virginia
(7 Repubblicani, 3 Democratici)
- 1. Jo Ann Davis (R), fino al 6 ottobre 2007

     Rob Wittman (R), dall'11 dicembre 2007
- 2. Thelma Drake (R)
- 3. Bobby Scott (D)
- 4. Randy Forbes (R)
- 5. Virgil Goode (R)
- 6. Bob Goodlatte (R)
- 7. Eric Cantor (R)
- 8. Jim Moran (D)
- 9. Rick Boucher (D)
- 10. Frank Wolf (R)
- 11. Thomas M. Davis (R), fino al 24 novembre 2008

     Vacante da tale data fino al Congresso successivo
Virginia Occidentale
(2 Democratici, 1 Repubblicano)
- 1. Alan Mollohan (D)
- 2. Shelley Moore Capito (R)
- 3. Nick Rahall (D)

Washington
(6 Democratici, 3 Repubblicani)
- 1. Jay Inslee (D)
- 2. Rick Larsen (D)
- 3. Brian Baird (D)
- 4. Doc Hastings (R)
- 5. Cathy McMorris Rodgers (R)
- 6. Norm Dicks (D)
- 7. Jim McDermott (D)
- 8. Dave Reichert (R)
- 9. Adam Smith (D)

Wisconsin
(5 Democratici, 3 Repubblicani)
- 1. Paul Ryan (R)
- 2. Tammy Baldwin (D)
- 3. Ron Kind (D)
- 4. Gwen Moore (D)
- 5. Jim Sensenbrenner (R)
- 6. Tom Petri (R)
- 7. Dave Obey (D)
- 8. Steve Kagen (D)

Wyoming
(1 Repubblicano)
- "At-large". Barbara Cubin (R)

#### Membri non votanti
- Samoa Americane. Eni Faleomavaega (D)
- Distretto di Columbia. Eleanor Holmes Norton (D)
- Guam. Madeleine Bordallo (D)
- Porto Rico. Luis Fortuño (R e PNP), fino al 2 gennaio 2009

     Vacante da tale data fino al Congresso successivo
- Isole Vergini. Donna Christian-Christensen (D)